# Mile Markowski

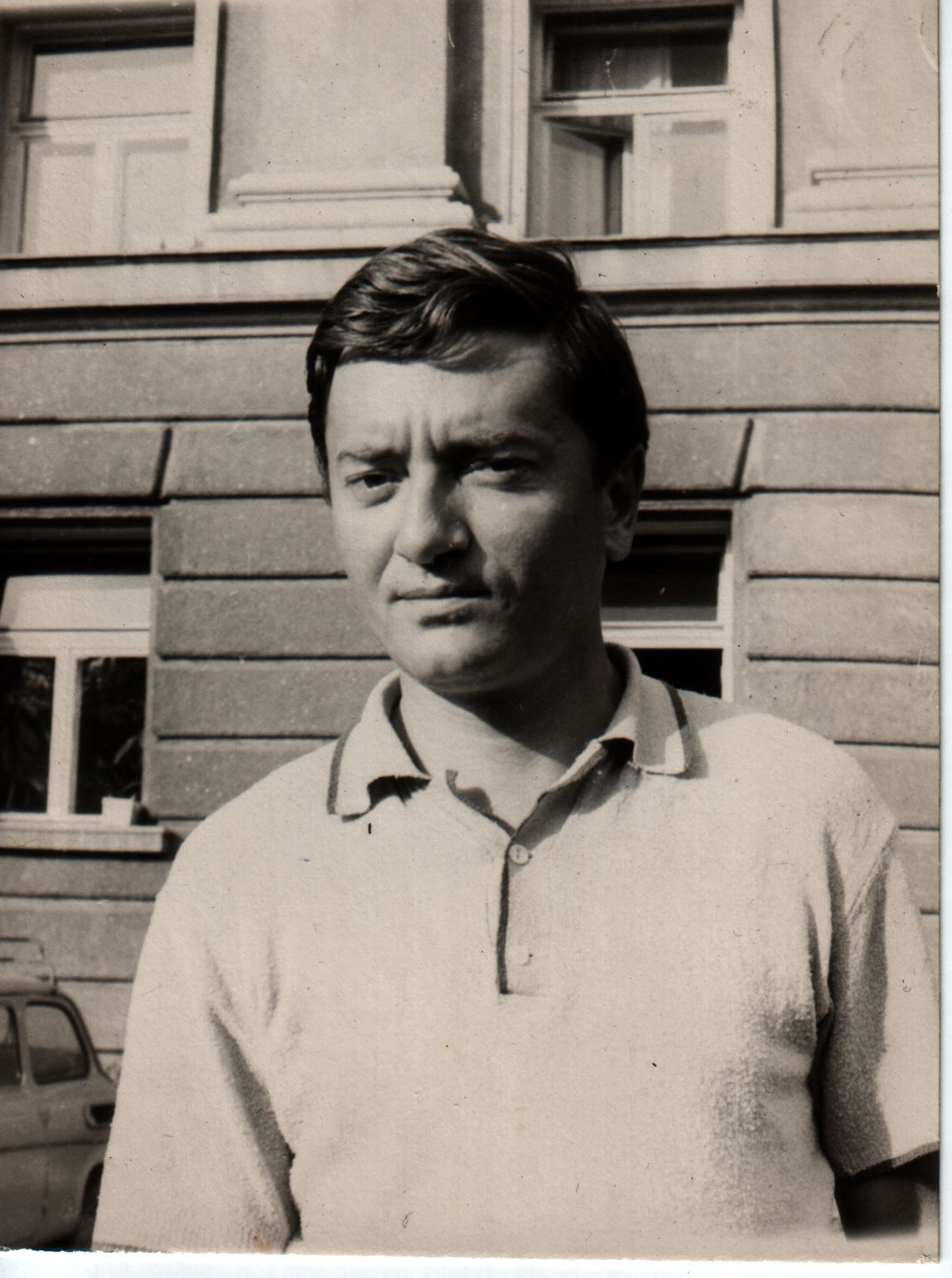
Mile Markowski (1975)

Milan Wenkow Markowski (auch Mile Wenkov Markowski geschrieben, bulgarisch Милан Венков Марковски; * 14. April 1939 in Sofia, Bulgarien; † 12. April 1975 ebenda), bekannt als Mile Markowski (auch Mile Markovski geschrieben, bulgarisch Миле Марковски) war ein bulgarischer und mazedonischer Schriftsteller. Milan hatte zwei Söhne, den Schriftsteller Weni Markowski und den Journalisten Igor Markowski. Er war auch ein enger Freund der Schriftsteller Atanas Daltschew und Georgi Konstantinow.
Mile Markowski wurde 1939 in der bulgarischen Hauptstadt Sofia geboren. Sein Vater war der Schriftsteller, überzeugte Kommunist und makedonische Bulgare Wenko Markowski (1915–1988) aus Skopje. Nach der Gründung der Sozialistischen Teilrepublik Mazedonien in den Grenzen Jugoslawiens kehrte die Familie Markowski nach Skopje zurück, wo auch Mile aufwuchs.
Mile studierte an der Universität Skopje, wo er ein Studium in Slawischer Philologie abschloss. Er war Schachgroßmeister und nahm an Schachturnieren im ehemaligen Jugoslawien teil. Bis 1968 lebte Mile mit seiner Familie in Skopje, wo er als Redakteur bei der Zeitung Nas Svet (maz. „Наш свет“) tätig war. Als sein Vater bei den jugoslawischen Kommunisten in Ungnade fiel und im Titos KZ Goli otok interniert wurde, wurde Mile Markowski am 3. Juni 1968 mit seiner Familie aus Mazedonien ausgewiesen, worauf er sich in Bulgarien niederließ. Sein Vater wurde bereits einige Jahre zuvor ausgewiesen, weil er sich weigerte, sich als Mazedonier statt als Bulgare zu bezeichnen.
In Bulgarien angekommen wurde Mile Markowski Mitglied des Autorenverbandes und Stellvertretender Chefredakteur der Kinderzeitung Septemwrijtsche (bulg. „Септемврийче“). In der folgenden Zeit veröffentlichte Mile Markowski mehrere Kinderbücher. Für seinen Kinderroman Pjasatschko (bulg. „Пясъчко“) wurde er mehrmals geehrt.
Mile Markowski starb am 12. April 1975, nur zwei Tage vor seinem Geburtstag, durch einen Autounfall. Er hinterließ seine 33-jährige Frau und zwei Söhne.

## Bibliographie
- Monographien:
  - Luft mit Rente (bulg. „Въздух с пенсия“)
  - „Непресъхнали кандила“ (Mit Vorwort von Atanas Daltschew)
  - „Твърдоглаво време“ (veröffentlicht mehrmals erst nach seinem Tod)

- Kinderbücher
  - „Неделя следобяд“ (veröffentlicht in SRJ Mazedonien)
  - „Малко за Рамче“ (veröffentlicht in SRJ Mazedonien)
  - „Рамче и слънцето“
  - „Пясъчко“
  - „Приказки от осмия ден“
  - „Гъба под чадър“